# Christian Andreas von Biel
Christian Andreas (von) Biel (* 6. Dezember 1740 in Braunschweig; † 17. Februar 1805 ebenda) war ein deutscher Jurist und mecklenburgischer Gutsherr.

## Leben
Christian Andreas Biel war der Sohn des Pastors Johann Christian Biel. Ab 18. Oktober 1759 studierte er gemeinsam mit seinem Bruder Johann Friedrich († als Student 1764) Rechtswissenschaften an den Universitäten Helmstedt und Leipzig. Das Studium beendete er im Sommersemester 1765 an der Universität Göttingen, wo er durch Stammbucheinträge als Mitglied der Loge Amicitia et Concordia (A. e. C.) des Concordienordens belegt ist. Nach dem Studium trat er in den braunschweigischen Staatsdienst ein und wurde Hofgerichtsassessor in Braunschweig. 1784 wurde Biel zum Geheimen Justizrat ernannt. 1787 erfolgte seine Berufung zum Dechanten des Kollegiatstifts St. Blasius. Diese Position hatte er bis zu seinem Tode inne. Sein Amtsnachfolger wurde Friedrich Henneberg. Biel korrespondierte mit Christian Fürchtegott Gellert.
1785 erwarb er von Adrian Wilhelm Pauli und Magdalena Pauli die im Klützer Winkel gelegenen früheren Negendankschen Güter Zierow, Eggerstorf, Neu-Jassewitz und Weitendorf.
Mit Diplom vom 12. November 1791 erhob ihn Kaiser Leopold II. in den Reichsadelsstand. Damit wurde Christian August von Biel zum Begründer des mecklenburgischen Adelsgeschlechts von Biel.
Biel gründete 1795 die Von Bielsche Dotationsstiftung, die die Auszahlung von Brautschätzen zum Gegenstand hat. In seinem Testament bedachte er unter anderem das St. Annenstift in Braunschweig.

## Nachlass
Die mecklenburgischen Güter wurden zwischen seinen beiden Söhnen Wilhelm und Gottlieb aufgeteilt, die hier die Zucht englischer Vollblüter in Mecklenburg aufbauten.
Sein weiterer Nachlass, darunter Bücher, Landkarten, Kupferstiche, Zeichnungen, neue Perspectiven und ein Dollandscher Tubus, ein von John Dollond oder Peter Dollond hergestelltes Fernrohr, wurde am 12. August 1805 und den folgenden Tagen in der Braunschweiger Domdechanei öffentlich versteigert.